# X-FEN
X-FEN é um extensão da Notação Forsyth-Edwards (FEN).
A Notação Forsyth-Edwards tradicional não é suficiente para representar todas as possíveis posições de algumas variantes do xadrez, tais como o Chess960 ou o Capablanca Random Chess. Desta forma, Reinhard Scharnagl criou o X-FEN em 2003 para suportá-las.